# Гарваренц, Жорж
Жорж Гарваре́нц (Жорж Диран Гарваренц, фр. Georges Garvarentz, псевдоним: Жорж Диран Вем; 1 апреля 1932, Афины — 19 марта 1993, Париж) — французский композитор армянского происхождения, создавший музыку ко многим кинофильмам и к песням Шарля Азнавура.

## Биография
Жорж Гарваренц родился в семье армянских эмигрантов. Отец — армянский поэт Геворк Гарваренц, автор слов армянского военного гимна «Марш армянских волонтёров» и ученик композитора Комитаса. В 1942 году семья Гарваренц переехала из Греции в Париж. Жорж поступил в армянскую частную школу Самвела Муратяна. Первые песни написал в школьные годы (1947). Учился в Парижской консерватории.
Сотрудничал (c 1956) с Шарлем Азнавуром, он — автор музыки к более чем 100 его текстам, среди которых — «Рандеву в Бразилии» (1960), «Марш ангелов» (1961), «Париж в августе» (1966), «Немодные радости» (1972), «Они пали» (1975), Une vie d’amour (1980), «Для тебя, Армения» (1989), и др. Его песни исполняли также Далида, Мирей Матье, Джонни Халлидей, Жильбер Беко, Сильви Вартан, жена — Аида Азнавурян.
Брак Гарваренца с сестрой Шарля Азнавура — Аидой Азнавурян — был заключён в 1965 году. 
Также известен как кинокомпозитор более 150 фильмов, среди них — «Такси в Тобрук» (1960), «Парижане», «Дьявол и десять заповедей» (1962), «В розысках идола», «Американская крыса» (1963), «Гром небесный» (1965), «Татуированный» (1968), «Дорогая Каролин» (1968), «Кто-то за дверью» (1971), «Сафо» (1971), «Killer Force» (1976), «Тегеран-43» (1981), «Триумфы человека по имени Лошадь» (1983), «Yiddish Connection» (1986), «14 станций» (1991).
Автор музыкальной комедии и оперетты «Душка» (1963).
В 1964 году получил специальный приз общества «Шансонье», в 1989 — премию «Гемини» за лучшее музыкальное сопровождение мини-сериала.